# Sundan
Sundan is een bestuurslaag in het regentschap Ogan Komering Ulu van de provincie Zuid-Sumatra, Indonesië. Sundan telt 1552 inwoners (volkstelling 2010).